# Dolaucothi-guldminen
Dolaucothi-guldminen, også kendt som Ogofau-guldminen, var en romersk guldmine nær Pumsaint i Carmarthenshire, Wales. Den ligger i dalen, hvor floden Cothi løber igennem. Det er den eneste guldmine i Wales bortset fra guldforekomsterne i Dolgellau, og er registreret som et fortidsminde. Det er den eneste kendte Romerske guldmine i Britannien.